# ディジー・ディーン
ジェイ・ハンナ・ディーン（Jay Hanna "Dizzy" Dean, 1910年1月16日 - 1974年7月17日）は、1930年代に活躍したアメリカメジャーリーグの野球選手。ポジションは投手。アーカンソー州ルーカス生まれ。右投げ右打ち。「ガスハウス・ギャング」と呼ばれた1930年代カージナルスのエースで、ナショナルリーグにおける最後の30勝投手である。

## 経歴
1930年にセントルイス・カージナルスに入団、2年後の1932年に本格的なデビューを果たす。ディーンは持ち前の剛速球で、この年18勝15敗、リーグ最多の191の三振を奪う活躍をした。翌年の1933年には20勝18敗、更に1934年には50試合に登板して30勝の大台を達成した。なお、ナショナルリーグではディーン以後30勝を達成した投手はおらず、アメリカンリーグにおいても、1968年、デトロイト・タイガースのデニー・マクレインが31勝を挙げたのみである。このシーズン前に同じチームに在籍していた弟のポール・ディーンと「2人で45勝する」と大言したが、ポールは19勝を記録したので、2人合わせて49勝に達した。デトロイト・タイガースとのワールドシリーズでは3試合に登板して2勝を挙げる大活躍で、この年のMVPに選ばれた。なおこのワールドシリーズでは、ディーンは第4戦に代走として出場、併殺を阻止しようとして送球する内野手の前に立ちはだかり、頭にボールを受けて昏倒した。普段からビッグマウスで知られていたので、頭を狙って送球したのでは、との噂も飛び交った。ディーンは翌1935年も190の奪三振を記録し、1932年から4年連続でリーグの奪三振王投になっている。
しかし、1937年に出場したオールスターゲームでクリーブランド・インディアンスの強打者アール・アベリルと対戦。アベリルの放った強烈なライナーを受けて足の親指を骨折してしまう。ディーンは足の痛みをかばうように投球フォームを変えて投げ続けようとしたが、そのために右腕の故障を招いてしまい、それまでの剛速球が投げられなくなってしまった。この年の登板数はそれまでの約半分の27試合にとどまり（13勝10敗）、翌1938年、1対3のトレードでシカゴ・カブスに移籍した。カブス移籍後は登板数はさらに減り1941年のシーズンを最後に現役を引退するが、まだ31歳だった。
投手としての球種はカ－ブ、チェンジアップ。
投球フォームはオーバーハンド、スリークォーター、サイドアーム(米書　「guide　to　pitchers」より）
引退後はラジオ放送のスポーツ解説者となり、ディーンの機知に富んだしゃべりは人気を博したが、毒舌と共に汚い言葉も使用したために抗議の手紙も殺到したとも言われている。セントルイス・ブラウンズの中継放送を担当していた1947年に、突如1試合だけブラウンズの投手として現役復帰する。これは試合中継の最中にあまりに不甲斐ないブラウンズ投手陣に対し「俺が投げた方がマシだ」と口走ってしまったことがきっかけだった。この登板では4回を投げて被安打3、無失点に抑えている。その後1960年代後半まで解説者活動をしていたという。
1953年に記者投票によりアメリカ野球殿堂入り選手に選出された。
1974年7月17日に心臓発作のためネバダ州にて64歳で死去。1970年代になってから、およそ300ポンド（約136キログラム）にまで体重が急増していたとされる。

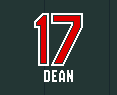
ディーンの背番号「17」。
セントルイス･カージナルスの永久欠番に1974年指定。

古巣カージナルスは、ディーンの訃報とともに同1974年、ディーンの背番号「17」を永久欠番に指定している。没後、スポーツキャスターとしての功績も評価され、2006年にはフォード・フリック賞の候補に名前が挙がった。
　

## 詳細情報

### 年度別投手成績
| 年 度      | 球 団      | 登 板 | 先 発 | 完 投 | 完 封 | 無 四 球 | 勝 利 | 敗 戦 | セ 丨 ブ | ホ 丨 ル ド | 勝 率 | 打 者 | 投 球 回 | 被 安 打 | 被 本 塁 打 | 与 四 球 | 敬 遠 | 与 死 球 | 奪 三 振 | 暴 投 | ボ 丨 ク | 失 点 | 自 責 点 | 防 御 率 | W H I P |
| ---------- | ---------- | ----- | ----- | ----- | ----- | -------- | ----- | ----- | -------- | ----------- | ----- | ----- | -------- | -------- | ----------- | -------- | ----- | -------- | -------- | ----- | -------- | ----- | -------- | -------- | ------- |
| 1930       | STL        | 1     | 1     | 1     | 0     | --       | 1     | 0     | 0        | --          | 1.000 | 33    | 9.0      | 3        | 0           | 3        | --    | 0        | 5        | 0     | 0        | 1     | 1        | 1.00     | 0.67    |
| 1932       | STL        | 46    | 33    | 16    | 4     | --       | 18    | 15    | 2        | --          | .545  | 1203  | 286.0    | 280      | 14          | 102      | --    | 5        | 191      | 2     | 2        | 122   | 105      | 3.30     | 1.34    |
| 1933       | STL        | 48    | 34    | 26    | 3     | --       | 20    | 18    | 5        | --          | .526  | 1202  | 293.0    | 279      | 11          | 64       | --    | 5        | 199      | 2     | 0        | 113   | 99       | 3.04     | 1.17    |
| 1934       | STL        | 50    | 33    | 24    | 7     | --       | 30    | 7     | 7        | --          | .811  | 1291  | 311.2    | 288      | 14          | 75       | --    | 6        | 195      | 2     | 0        | 110   | 92       | 2.66     | 1.17    |
| 1935       | STL        | 50    | 36    | 29    | 3     | --       | 28    | 12    | 5        | --          | .700  | 1362  | 325.1    | 324      | 16          | 77       | --    | 4        | 190      | 1     | 0        | 126   | 110      | 3.04     | 1.23    |
| 1936       | STL        | 51    | 34    | 28    | 2     | --       | 24    | 13    | 11       | --          | .649  | 1303  | 315.0    | 310      | 21          | 53       | --    | 3        | 195      | 4     | 0        | 128   | 111      | 3.17     | 1.15    |
| 1937       | STL        | 27    | 25    | 17    | 4     | --       | 13    | 10    | 1        | --          | .565  | 818   | 197.1    | 200      | 9           | 33       | --    | 2        | 120      | 1     | 3        | 76    | 59       | 2.69     | 1.18    |
| 1938       | CHC        | 13    | 10    | 3     | 1     | --       | 7     | 1     | 0        | --          | .875  | 288   | 74.2     | 63       | 2           | 8        | --    | 1        | 22       | 0     | 0        | 20    | 15       | 1.81     | 0.95    |
| 1939       | CHC        | 19    | 13    | 7     | 2     | --       | 6     | 4     | 0        | --          | .600  | 403   | 96.1     | 98       | 4           | 17       | --    | 1        | 27       | 0     | 0        | 40    | 36       | 3.36     | 1.19    |
| 1940       | CHC        | 10    | 9     | 3     | 0     | --       | 3     | 3     | 0        | --          | .500  | 247   | 54.0     | 68       | 4           | 20       | --    | 0        | 18       | 0     | 0        | 35    | 31       | 5.17     | 1.63    |
| 1941       | CHC        | 1     | 1     | 0     | 0     | --       | 0     | 0     | 0        | --          | .000  | 7     | 1.0      | 3        | 0           | 0        | --    | 0        | 1        | 0     | 0        | 3     | 2        | 18.0     | 3.00    |
| 1947       | STB        | 1     | 1     | 0     | 0     | --       | 0     | 0     | 0        | --          | .000  | 14    | 4.0      | 3        | 0           | 1        | --    | 0        | 0        | 0     | 0        | 0     | 0        | 0.00     | 1.00    |
| 通算：12年 | 通算：12年 | 317   | 230   | 154   | 26    | --       | 150   | 83    | 31       | --          | .644  | 8171  | 1967.1   | 1919     | 95          | 453      | --    | 27       | 1163     | 12    | 5        | 774   | 661      | 3.02     | 1.21    |

- 各年度の太字はリーグ最高

### タイトル
- 最多勝利：2回（1934年、1935年）
- 奪三振王：4回（1932年 - 1935年）
- 最多セーブ投手：1回（1936年）

### 表彰
- シーズンMVP：1回（1934年）
- ワールドシリーズ出場：2回（1934年、1938年）
- オールスターゲーム出場：4回（1934年 - 1937年）
- メジャーリーグベースボール・オールセンチュリー・チームにノミネート（1999年）

### 打撃成績
- 通算成績：325試合、717打数161安打、本塁打8、打点76、打率.225